# Tauszki Rudolf
Tauszki Rudolf (angolul: Rudolph Tauszky; Pest, 1833. – New York, N.Y, USA, 1889. november 21.) magyar honvéd katonaorvos, magyar, olasz, amerikai szabadságharcos.

## Élete
Tauszki Pesten végezte el az orvosi egyetemet, tanárai közt ott találjuk a híres Semmelweis Ignácot. A magyar honvéd katonaorvosok közül, akik menekülni kényszerültek, legtöbben Amerikában találtak menedéket. Közülük való dr. Tauszki Rudolf, aki kapitányi rangban volt honvédorvos, majd az itáliai Magyar Légióból, pontosabban annak feloszlatása után került Amerikába. Az amerikai polgárháborúban is katonaorvos volt (1863 szeptember 24-1865 július 27). Ezredorvosi beosztást is ajánlottak neki színes ezredben, de azt nem vállalta, (állítólag az nem jelentett volna azonnali előlépést a ranglétrán). A polgárháború ideje alatt tábori kórházakban dolgozott, de gyakran harctereken is. 1865 július 27-én dicsérettel bocsátották el a katonaorvosi szolgálatból.
A polgárháború után visszatért Európába, bécsi kórházakban tanulmányozta a nőgyógyászati betegségeket. Amerikába visszatérve egy rövid időre belépett katonaorvosnak az amerikai hadseregbe, de 1868-ban már végleg New Yorkban telepedett le. Orvosi praxist létesített, megbecsült orvossá vált. Különböző egészségügyi intézményekben dolgozott, sokat foglalkoztatták őt a lakosság egészségtelen lakhatási körülményei. New York város egészségügyi tanácsának tagjává választották. Szeretett volna egy télen is igénybe vehető meleg vizes fürdőt létesíteni New Yorkban, de a pénzhiány ezt megakadályozta. Legtöbbet a Mount Sinai Kórházban dolgozott, e kórház volt az első amerikai zsidó kórház, 1852-ben alapították, itt Tauszki a nőgyógyászati osztályt irányította. 1880 körül a mentális betegségekkel is sokat foglalkozott, az elmebaj egyik elismert szakértőjévé vált.
Élete vége felé depresszióba esett, ennek közvetlen oka volt szerencsétlenül sikerült házassága. 1883-ban feleségül vett egy alig 20 éves nőt, Frances Rosenthalt, a fiatal feleség nem értette meg férje rajongását hivatása iránt. Tauszki
apja halála és felesége meg nem értése miatt 1885 január 3-án rálőtt feleségére, majd öngyilkosságot kísérelt meg, egyikük sérülései sem bizonyultak súlyosnak. A bíróság Tauszkit beszámíthatatlannak minősítette, így élete hátralevő részét a Bloomingdale elmegyógyintézetben (Bloomingdale Insane Asylum) töltötte.